# Moon Knight (miniserie televisiva)
Moon Knight è una miniserie televisiva statunitense sviluppata da Jeremy Slater per Disney+ e basata sull'omonimo personaggio di Marvel Comics.
La miniserie è ambientata nel Marvel Cinematic Universe (MCU), in continuità con i film del franchise; fa parte della Fase Quattro dell'MCU.
La prima puntata è stata pubblicata il 30 marzo 2022 ed è andato in onda per sei episodi, concludendosi il 4 maggio. La serie ha ricevuto recensioni positive, con elogi per le interpretazioni (in particolare di Isaac, Calamawy e Hawke), il tono più cupo rispetto alle precedenti serie MCU e la sua rappresentazione del disturbo dissociativo dell'identità.

## Trama
Steven Grant, timido e introverso londinese appassionato di egittologia, scopre di soffrire di un disturbo dissociativo dell'identità a causa del quale condivide il corpo con la personalità di Marc Spector, ex mercenario che serve come Avatar il dio della luna egizio Khonshu; le due personalità sono costrette a collaborare e prendere consapevolezza dei loro traumi passati mentre cercano di fermare Arthur Harrow, avatar della dea Ammit, intenzionato a risvegliare la divinità.

## Puntate
| nº | Titolo originale     | Titolo italiano            | Pubblicazione  |
| -- | -------------------- | -------------------------- | -------------- |
| 1  | The Goldfish Problem | Il dilemma del pesce rosso | 30 marzo 2022  |
| 2  | Summon the Suit      | Evoca il costume           | 6 aprile 2022  |
| 3  | The Friendly Type    | Un tipo amichevole         | 13 aprile 2022 |
| 4  | The Tomb             | La tomba                   | 20 aprile 2022 |
| 5  | Asylum               | Asylum                     | 27 aprile 2022 |
| 6  | Gods and Monsters    | Dèi e Mostri               | 4 maggio 2022  |

### Il dilemma del pesce rosso
- Titolo originale: The Goldfish Problem
- Titolo iniziale proposto da Disney+: Il pesce monopinna
- Diretta da: Mohamed Diab
- Scritta da: Jeremy Slater

Trama
Steven Grant è un impiegato della National Gallery che ha come animale domestico un pesce rosso con una sola pinna di nome Gus. Soffre di vuoti di memoria e una notte, dopo essersi addormentato, si sveglia sulle Alpi austriache. Lì, Grant è testimone di una riunione di culto guidata da Arthur Harrow, che richiede uno scarabeo che Grant ha inconsapevolmente in suo possesso. Dopo altri vuoti di memoria, d'improvviso sente una voce misteriosa nella sua testa mentre tenta di fuggire, prima di risvegliarsi nella sua casa. Grant si rende conto che sono passati due giorni da quando è andato a dormire, durante i quali il suo pesce rosso è stato sostituito e ha perso un appuntamento. Nel tentativo di ricostruire i suoi due ultimi giorni, trova un telefono nascosto e una chiave magnetica nel suo appartamento, ricevendo una chiamata dal numero più frequente nel registro delle chiamate del telefono, ovvero una donna di nome Layla che si rivolge a lui come Marc. 
Il giorno dopo al lavoro, Grant viene affrontato da Harrow che gli rivela di essere un servo della dea egizia Ammit. Più tardi quella notte, Harrow evoca una creatura sciacallo associata ad Anubis che attacca Grant al museo. Quando lo sciacallo mette all'angolo Grant nel bagno, il suo riflesso in uno specchio gli parla e gli chiede di prendere il controllo del loro corpo. Grant accetta e si trasforma in un guerriero ammantato, che uccide lo sciacallo.
- Durata: 47 minuti

### Evoca il costume
- Titolo originale: Summon the Suit
- Diretta da: Justin Benson e Aaron Moorhead
- Scritta da: Michael Kastelein

Trama
Grant viene licenziato per i danni causati al bagno, poiché lo sciacallo non appare nelle telecamere di sicurezza del museo. Usa la chiave magnetica per accedere a un deposito, dove trova lo scarabeo. Parla con il suo "riflesso", un'altra identità nel corpo di Grant che si presenta come il mercenario americano Marc Spector, l'attuale avatar del dio della luna egiziano Khonshu. Grant viene affrontato da Layla, la moglie di Spector che non è a conoscenza dell'esistenza di Grant, prima di essere arrestato da agenti di polizia che lavorano per Harrow. Harrow rivela di essere stato il precedente avatar di Khonshu fino a quando non ha scelto di seguire Ammit, nella speranza di prevenire danni futuri piuttosto che semplicemente eseguire la vendetta. Spiega che vuole usare lo scarabeo per trovare la tomba di Ammit e resuscitarla, in modo che lei possa purificare l'umanità dal male spazzando via tutti coloro che hanno commesso o commetteranno azioni malvagie. Layla salva Grant, ma Harrow evoca un'altra creatura sciacallo. Grant riesce ad evocare un suo costume per combattere lo sciacallo, ma viene sopraffatto e permette a Spector di prendere il controllo. Spector uccide lo sciacallo ma perde lo scarabeo che viene ritrovato da Harrow. Khonshu minaccia di rivendicare Layla come suo prossimo avatar se Spector non riesce a fermare Harrow, prima di mandare Spector in Egitto.
- Durata: 51 minuti

### Un tipo amichevole
- Titolo originale: The Friendly Type
- Diretta da: Mohamed Diab
- Scritta da: Beau DeMayo, Peter Cameron e Sabir Pirzada

Trama
Harrow e i suoi seguaci scoprono la posizione della tomba di Ammit. Al Cairo, Spector e Grant sperimentano entrambi diversi blackout insoliti mentre seguono una pista sulla posizione di Harrow. Dopo non essere riusciti ad ottenere informazioni dai seguaci di Harrow, Khonshu provoca un'eclissi solare per convocare un consiglio degli Enneadi e dei loro avatar, che convocano Spector in una camera all'interno della Grande Piramide di Giza. Khonshu e Spector tentano di informare gli dei del piano di Harrow per liberare Ammit, ma quest'ultimo nega con successo l'accusa quando viene convocato. Uno degli avatar, Yatzil, dice a Spector di trovare il sarcofago di un medjay che conosceva l'ubicazione della tomba di Ammit. In seguito incontra Layla, che lo porta ad incontrare Anton Mogart, un conoscente di Layla che possiede il sarcofago del medjay. Tuttavia, l'incontro va storto quando Harrow arriva e distrugge il sarcofago, costringendo Spector, Grant e Layla a combattere gli uomini di Mogart e fuggire nel deserto. Grant è in grado di assemblare una serie di frammenti dal sarcofago in un'antica mappa stellare, ma la mappa è di duemila anni più vecchia. Khonshu usa i suoi poteri per far tornare brevemente il cielo notturno ad assomigliare alla mappa, permettendo a Grant e Layla di trovare la posizione della tomba di Ammit. Tuttavia, Khonshu viene poi imprigionato dagli altri dei, lasciando il corpo di Grant e Spector incosciente e senza poteri.
- Durata: 51 minuti

### La tomba
- Titolo originale: The Tomb
- Diretta da: Justin Benson e Aaron Moorhead
- Scritta da: Alex Meenehan, Peter Cameron e Sabir Pirzada

Trama
L'avatar di Osiride, Selim, colloca la statuetta di Khonshu in un caveau con molti altri dèi imprigionati. Layla e Grant vengono attaccati da diversi uomini che lavorano per Harrow, ma Layla riesce ad ucciderli. Dopo aver trovato l'accampamento ormai deserto di Harrow nel sito della tomba di Ammit, Layla e Grant entrano nella tomba e si rendono conto che si tratta di un labirinto a forma dell'Occhio di Horus. Durante l'esplorazione del labirinto, scoprono che alcuni degli uomini di Harrow sono stati uccisi da dei sacerdoti egizi non-morti. Anche Grant e Layla vengono attaccati dai sacerdoti e nella confusione che si crea si separano. Grant trova la tomba e scopre che l'ultimo avatar di Ammit era Alessandro Magno. Layla incontra Harrow, il quale afferma che Spector era uno dei mercenari che hanno ucciso suo padre archeologo, Abdallah El-Faouly. Grant e Spector scoprono la statuetta di Ammit all'interno del corpo di Alessandro Magno, prima che Layla, sopraggiunta sul luogo, affronti Spector con rabbia e chieda di conoscere la verità su suo padre. Spector rivela che il suo partner di allora ha ucciso il padre di Layla e tutti gli altri nel sito di scavo, incluso lo stesso Spector, prima che Khonshu resuscitasse Marc come suo avatar. Harrow ed i suoi uomini rimasti arrivano alla tomba e Spector li tiene a bada per permettere a Layla di guadagnare tempo per fuggire, ma Harrow spara a Marc, colpendolo due volte in pieno petto. Spector si ritrova improvvisamente in un ospedale psichiatrico, popolato da persone della sua vita. Dopo essere scappato da una versione terapeuta di Harrow, Spector trova Grant in un corpo separato, intrappolato in un sarcofago. Vedono anche un secondo sarcofago con qualcun altro intrappolato all'interno prima di essere sorpresi dalla dea egizia Taweret.
- Durata: 51 minuti

### Asylum
- Titolo originale: Asylum
- Titolo iniziale proposto da Disney+: Il manicomio
- Diretta da: Mohamed Diab
- Scritta da: Rebecca Kirsch e Matthew Orton

Trama
Steven identifica la donna dalla testa di ippopotamo come Taweret; questa spiega che Spector e Grant sono morti e che "l'ospedale" è situato in realtà all'interno di una barca che naviga attraverso il Duat, l'aldilà egizio. Taweret comincia quindi il giudizio della bilancia, iniziando a pesare i cuori di Spector e Grant per determinare se sarà loro permesso entrare nei Campi Iaru (il paradiso dell'aldilà egiziano), ma scopre che i loro cuori sono "incompleti". Consiglia loro quindi di aiutarsi a vicenda per scoprire qualunque ricordo nascosto stia causando lo squilibrio; dopo aver superato una stanza piena di criminali che Spector ha ucciso per ordine di Khonshu, Grant vede un ricordo in cui un giovane Spector e suo fratello minore Randall rimangono intrappolati in una grotta che si sta velocemente allagando, evento che ha portato poi Randall ad annegare e la madre di Spector ad incolpare Marc per la sua morte. Spector mostra quindi a Grant come è diventato l'avatar di Khonshu, prima che Taweret li informi che molte anime del mondo vivente vengono giudicate e inviate nell'aldilà prima del loro tempo. Spector e Grant convincono Taweret ad aiutarli a tornare nel mondo dei vivi per fermare Harrow, e lei dirige la barca verso i Cancelli di Osiride, unico passaggio per il mondo dei vivi. Al contempo, nell'altra realtà, il dottor Harrow convince Spector che deve aprirsi completamente a Grant, e Marc spiega con riluttanza di aver creato inconsapevolmente Steven a causa degli abusi della madre, rivelando anche che essa è morta da due mesi; la sua morte è stato l'evento traumatico che ha causato definitivamente in Marc il disturbo dissociativo dell'identità. Grant e Spector riescono finalmente a riconciliarsi, ma la bilancia non riesce ancora ad equilibrarsi, il che permette a degli spiriti ostili del Duat di attaccare la barca. Nonostante Marc e Steven combattano contro gli spiriti, Grant cade nel deserto e viene consumato dal Duat, permettendo alla bilancia di equilibrarsi ed a Marc di entrare infine nei Campi Iaru.
- Durata: 48 minuti

### Dèi e Mostri
- Titolo originale: Gods and Monsters
- Diretta da: Mohamed Diab
- Scritta da: Jeremy Slater, Danielle Iman, Peter Cameron e Sabir Pirzada (sceneggiatura); Danielle Iman e Jeremy Slater (soggetto)

Trama
Layla riceve un messaggio da Taweret, che le dice di trovare e liberare Khonshu in modo che possa resuscitare Marc e Steven. Harrow usa il potere di Ammit per massacrare gli avatar degli altri dei egizi prima di liberare Ammit, che lo sceglie come suo nuovo avatar, mentre Layla trova l'ushabti di Khonshu e lo libera. Layla si rifiuta di diventare il nuovo avatar di Khonshu, quindi il dio affronta Ammit da solo ma viene sopraffatto. Nel frattempo, Spector si rifiuta di rimanere nei Campi Iaru da solo, e sceglie invece di tornare nel Duat e salvare Grant. Con l'aiuto di Taweret, fuggono attraverso le Porte di Osiride e si risvegliano. Khonshu sente il loro ritorno e si lega di nuovo a loro, guarendo il loro corpo e ripristinando i loro poteri. Layla scopre che Ammit può essere sconfitta se diversi avatar degli dei la legano in un corpo mortale, così si lega temporaneamente a Taweret. Harrow, Ammit e i loro seguaci iniziano a giudicare tutti al Cairo, fino a quando Spector, Grant, Layla e Khonshu arrivano per impegnarli in battaglia. Harrow combatte Spector e Grant, e quasi li uccide fino a quando entrambi svengono e si risvegliano per scoprire che in qualche modo lo hanno brutalmente sconfitto e massacrato i suoi seguaci. Spector e Layla sono in grado di sigillare Ammit nel corpo di Harrow, imprigionandola di nuovo. Khonshu ordina a Spector di giustiziare Harrow e Ammit, ma Spector rifiuta e ordina a Khonshu di liberare lui e Grant dal loro servizio. Spector e Grant si ritrovano di nuovo nel "l'ospedale" immaginario, ma decidono di andarsene; si svegliano così nel loro letto a Londra per continuare la loro nuova vita insieme.
In una scena dopo i titoli di coda, Harrow (che continua a ospitare Ammit) si trova in un ospedale ma viene prelevato; Khonshu rivela ad Harrow di essere ancora legato a una terza personalità di Marc e Steven rimasta sconosciuta, Jake Lockley, il quale uccide Harrow e di conseguenza uccide anche Ammit.
- Durata: 43 minuti

## Personaggi

### Principali
- Marc Spector / Moon Knight, Steven Grant / Mr.Knight, Jake Lockley, interpretati da Oscar Isaac: uomo affetto da disturbo dissociativo dell'identità,[3]  le cui identità sono personaggi distinti,[4] differenziate da diversi comportamenti e accenti.[5] Ad Isaac è piaciuto poter fare "qualcosa di assurdamente pazzo" con la sua interpretazione, inclusa l'esplorazione della mente complessa di Spector. L'attore ha definito "una sfida tecnica" riuscire a incarnare ciascuno dei diversi alter e gli ha richiesto molta energia;[6]  inizialmente, Isaac filmava tutto il materiale per un personaggio prima di passare all'altro, riuscendo poi a passare fluidamente da un'interpretazione all'altra dopo essersi abituato ad entrambi i personaggi.[7] Il fratello di Isaac, Michael Benjamin Hernandez, gli ha fatto da controfigura nelle scene in cui Marc e Steven interagiscono fisicamente tra loro.[8] Per prepararsi al ruolo, Isaac ha letto il libro di Robert B. Oxnam A Fractured Mind , che ha ritenuto la sua "bibbia".[9]
  - Marc Spector è un mercenario ebreo-americano, avatar del dio lunare egizio Khonshu,[3][10] che assume i panni dell'eroe Moon Knight per combattere il crimine. Isaac lo ha caratterizzato con il suo accento americano[5] e lo ha ritratto come "un uomo di Chicago che allontana le persone a lui intorno".[10] Il produttore esecutivo Kevin Feige ha descritto Spector come "un eroe d'azione brutale",[11][12] affermando che la serie avrebbe rappresentato la violenza del personaggio.[12] Carlos Sanchez e David Jake Rodriguez interpretano Spector rispettivamente da bambino e da adolescente.[13]
  - Steven Grant è un timido e introverso londinese impiegato nel negozio di souvenir di un museo; quando evoca il costume e i poteri da avatar di Khonshu veste i panni di Mr. Knight.[3] Isaac diede al personaggio un accento inglese appositamente "bizzarro" e poco convincente,[5] ispirandosi agli accenti della comunità ebraica che vive a Enfield (a Londra) e a quelli di certi attori comici inglesi come Karl Pilkington[14] e Peter Sellers.[15] Isaac ha affermato che Steven non ha grandi abilità sociali e desidera interagire con qualcuno. Steven entra in tensione con Marc quando si rende per la prima volta conto della sua esistenza;[10] Mr. Knight, in opposizione al combattivo e violento Moon Knight di Spector, usa la conoscenza di Grant dell'antico Egitto per tirarlo fuori dai pericoli o risolvere problemi con intelligenza e intuito.
  - Jake Lockley è un terzo alter più spietato e misterioso, che esiste all'insaputa di Marc e Steven;[16] ogni volta che prende il controllo, i due perdono conoscenza. Rispetto ai fumetti Jake parla spagnolo, lingua parlata da Isaac, il quale si è divertito a portare tale elemento di sé nel ruolo. L'attore ha notato che Lockley ha "qualcosa di inquietante dentro di sé" e ha maggior controllo del corpo rispetto a Marc e Steven.[17] Lo sceneggiatore Jeremy Slater ha lasciato ambigue le intenzioni di Jake, facendo solo intendere che abbia un accordo segreto con Khonshu a insaputa di Marc e Steven e che sembra molto più coinvolto nella sua missione di vigilanza.[18]
- Layla El-Faouly / Scarlet Scarab, interpretata da May Calamawy: archeologa e avventuriera[19] moglie di Marc Spector, a conoscenza della sua identità di Moon Knight.[20] Il regista Mohamed Diab e sua moglie Sarah Goher erano "grandi sostenitori" del personaggio, in quanto incarna la rappresentazione dell'Egitto nella serie.[21] Calamwy ha descritto Layla come "in via di guarigione", che "si avvicina di più a sé stessa e sviluppa una maggiore fiducia di sé" supportando Spector. L'attrice si è ispirata alle donne mediorientali per la loro "forza modesta e morbida"[22], piuttosto che alle attrici occidentali come Angelina Jolie, interprete dell'avventuriera Lara Croft[23]. Calamwy ha definito El-Faouly una combattente di strada, pertanto ha voluto che il suo stile di lotta riflettesse ciò, rendendolo reazionario piuttosto che coreografato o aggraziato[23]. Nel finale, Layla diventa la versione MCU dell'eroe Scarlet Scarab come avatar temporaneo della dea egizia Tawaret[24]; tale nome è stato rivelato da Marvel.com al termine della serie[16][25]. Diab ha sottolineato che, nonostante il personaggio non avesse ricevuto i suoi poteri dallo scarabeo, ha sentito che era più importante quello che il personaggio rappresenta piuttosto che il suo nome.[16]
- Khonshu, interpretato da Karim El Hakim e doppiato in originale da F. Murray Abraham:[26] Dio della luna egizio, emarginato tra gli dei per aver condotto una "guerra di un dio contro le ingiustizie percepite", costringendolo quindi a trovare e usare un avatar, Marc Spector. Slater lo ha definito "una divinità imperiosa, arrogante e vendicativa", incline a violenti scoppi d'ira e costretto a fare i conti con le proprie insicurezze;[10] ha aggiunto di aver preferito realizzare una versione del personaggio con difetti e debolezze morali piuttosto che un dio onnisciente che ha sempre ragione. Abraham ha descritto Khonshu come "violento" e capace di ricorrere a qualsiasi mezzo per raggiungere i propri scopi, definendolo anche altruista e disposto al sacrificio, nonostante si aspetti la stessa disponibilità dagli altri.[27]
- Arthur Harrow, interpretato da Ethan Hawke: fanatico religioso a capo di un culto associato alla dea Ammit, che cerca di esigere giustizia sulla base di azioni che le persone potrebbero commettere in futuro.[28] Harrow era il precedente avatar di Khonshu, prima di abbandonarlo per diventare l'avatar di Ammit.[20] Hawke ha lavorato con Isaac per rendere Harrow l'opposto di Spector, facendo sì che compisse azioni o provasse emozioni a lui inverse, e ha concepito il personaggio come un misto tra un monaco e un medico.[29] Per la sua performance si è ispirato al leader religioso David Koresh,[30] al presidente cubano Fidel Castro, al Dalai Lama, al televangelista pentecostale Jimmy Swaggart, allo scrittore Leo Tolstoy, a Mildred Ratched (personaggio di Qualcuno volò sul nido del cuculo) e all'ufficiale nazista Josef Mengele;[12] inoltre, Hawke ha realizzato Harrow immaginando una "versione malvagia" del co-fondatore della Apple Inc. Steve Jobs.[12] Un'ulteriore ispirazione per il personaggio è stato lo psichiatra Carl Jung, soprattutto nelle scene in cui Hawke interpreta la versione da medico psichiatra di Harrow.[31][32]

### Ricorrenti
- Bobbi Kennedy, interpretata da Ann Akinjirin e doppiata da Giulia Santilli.
Poliziotta londinese dedita al culto di Ammit[33].
- Billy Fitzgerald, interpretato da David Ganly e doppiato da Gianluca Tusco.
Poliziotto londinese dedito al culto di Ammit[33].
- Selim, interpretato da Khalid Abdalla.
Avatar di Osiride e leader del consiglio degli dei egizi[34].
- Anton Mogart, interpretato da Gaspard Ulliel.
Ricco collezionista che vive in Egitto, vecchio conoscente di Layla[35]. Ulliel è morto precocemente a causa di un incidente poco prima dell'uscita della serie e il terzo episodio è dedicato alla sua memoria[36].
- Taweret, interpretata da Antonia Salib e doppiata da Elisa Carucci.
Dea egizia del parto e della fertilità dall'aspetto di ippopotamo, che funge da protettrice di madri e bambini[37].
- Wendy Spector, interpretata da Fernanda Andrade.
Madre di Marc[38].
- Elias Spector, interpretato da Rey Lucas.
Padre di Marc e marito di Wendy[39].
- Ammit, interpretata da Sofia Danu e doppiata da Saba Mubarak.
Dea egizia del giudizio che Harrow intende liberare affinché possa giudicare preventivamente l'intera umanità[40][41].
- Crawley, interpretato da Shaun Scott.
Statua vivente londinese con cui Steven si confida[42].

## Produzione

### Sviluppo
Nel settembre 2018, i Marvel Studios stavano sviluppando diverse miniserie per il servizio di streaming Disney della sua casa madre, Disney+, incentrato sui personaggi secondari dei film del Marvel Cinematic Universe che non avevano recitato nei film precedenti. Gli attori che interpretavano i personaggi nei film dovevano riprendere i loro ruoli per la miniserie. Ci si aspettava che le serie fossero composte da 6-8 episodi e che avessero un "budget considerevole in concorrenza con quelli di una grande produzione in studio". La serie sarebbe stata prodotta dai Marvel Studios piuttosto che dalla Marvel Television, che ha prodotto precedenti serie televisive dell'MCU. Si riteneva che il presidente dei Marvel Studios Kevin Feige stesse assumendo un "ruolo pratico" nello sviluppo di ogni serie, concentrandosi sulla "continuità della storia" con i film e sul "trattamento" degli attori che avrebbero ripreso i loro ruoli dai film precedenti.
Il personaggio Marc Spector / Moon Knight avrebbe dovuto essere introdotto nella prevista seconda stagione di Blade: La serie prima della sua cancellazione nel settembre 2006, con essa è stata cancellata anche la serie spin-off sul personaggio prevista. Lo sceneggiatore Jon Cooksey era stato assunto per sviluppare la serie entro il 2008.
James Gunn, lo sceneggiatore e regista dei film dell'MCU dei Guardiani della Galassia, nel gennaio 2017 ha dichiarato di aver discusso con i Marvel Studios per realizzare un film su Moon Knight, ma di non aver avuto il tempo di lavorarci; in seguito ha affermato di aver menzionato l'idea a Feige e ad altri, ma di non aver avuto delle idee chiare riguardo al tono completo del film.
La serie è stata annunciata ufficialmente al D23 Expo 2019. Nell'ottobre 2020, la regia è stata affidata a Mohamed Diab. La Marvel si era avvicinata a lui "di punto in bianco" per chiedergli di realizzare una presentazione di Moon Knight, che includesse la mitologia egizia e i personaggi a cui è associato il supereroe nei fumetti. Diab e sua moglie, la sceneggiatrice e produttrice Sarah Goher, hanno scritto un documento di duecento pagine in cui hanno delineato la loro visione della serie. Tra le loro intenzioni c'era quella di rappresentare l'Egitto e i suoi abitanti in un modo più positivo di quanto ritenessero fosse stato fatto nelle precedenti produzioni hollywoodiane. Diab ha spiegato che i film e le serie americane usano spesso stereotipi, come ritrarre gli egiziani esclusivamente come "guide e vagabondi del deserto" esotici o ignorare il fatto che le piramidi di Giza si trovano accanto al Cairo, una città moderna. L'intento del regista era ritrarre gli egizi come "esseri umani normali" e l'Egitto come un "luogo normale" come l'America moderna, assumendo altre persone natie dell'Egitto nella realizzazione della serie.  Ha aggiunto che lo show sarebbe stato "duro, serio e incentrato su grandi argomenti" similmente a molti dei suoi precedenti lungometraggi.
A gennaio 2021 si sono aggiunti alla produzione anche i registi Justin Benson e Aaron Moorhead.

### Sceneggiatura
A gennaio 2020 la stesura della sceneggiatura della serie è stata affidata a Beau DeMayo. Un archeologo specializzato in tombe egizie è stato consultato dagli sceneggiatori; Feige ha paragonato la serie al franchise di Indiana Jones e ha affermato che avrebbe esplorato l'egittologia, in quanto Slater voleva raccontare una "storia oscura e complessa" mescolata con "grandezza, divertimento, soprannaturale e magia in stile Amblin".  Slater ha detto che voleva che la serie avesse un tono simile a I predatori dell'arca perduta (1981) e Ghostbusters (1984) e voleva portare alcuni aspetti da horror e monster movie nell'MCU, spingendosi ai limiti di quanto potesse essere "oscura" una serie Marvel, cosa per cui Feige e Marvel Studios erano favorevoli. Anche La Mummia (1999) è stata di ispirazione per la serie.  Feige ha detto che ci sarebbe stata una chiara differenza di tono tra Moon Knight e le altre serie Disney+ dei Marvel Studios uscite fino quel punto, aggiungendo che lo studio ha lavorato con Disney+ per spingersi ai limiti della brutalità che si sarebbe potuta mostrare nella serie.
Secondo Feige, il tema della malattia mentale del protagonista sarebbe stato un aspetto unico della serie,  che si sarebbe concentrata principalmente sul suo trauma psicologico.  Il dottor Paul Puri, uno psichiatra certificato dal consiglio di amministrazione e assistente professore di clinica presso l'UCLA, ha fatto da consulente per la serie per la sua rappresentazioni della malattia mentale.  Diab ha avvertito che, sebbene i creativi fossero rispettosi del disturbo dissociativo dell'identità, la serie sarebbe comunque esistita in un mondo immaginario e soprannaturale e alcuni elementi pertanto sarebbero stati "drammatizzati parecchio". Ha suggerito di utilizzare i riflessi per le scene di conversazione tra Grant e Spector, e ciò è diventato un elemento ricorrente di Moon Knight.  La serie attinge alle interpretazioni più moderne del personaggio nei fumetti riguardo al suo disturbo mentale, come ad esempio il fatto che le identità perdano il senso del tempo quando non hanno il controllo. I titoli di coda di ogni episodio si concludono con un messaggio che incoraggia gli spettatori a visitare il sito web della National Alliance on Mental Illness per informarsi meglio sul disturbo dissociativo dell'identità.  I fumetti di Moon Knight realizzati da Jeff Lemire e Greg Smallwood sono stati l'ispirazione principale per la serie. Anche i fumetti del personaggio di Bill Sienkiewicz e Warren Ellisle sono stati d'ispirazione per la serie nella grafica e nell'introduzione di Mr. Knight. Il produttore esecutivo Grant Curtis ha detto che la serie avrebbe esplorato il tema l'identità e "la ricerca del proprio sé", aggiungendo che Grant e Spector avrebbero cercato di "riconciliare parti del [loro] passato, presente e futuro potenziale su cui non necessariamente concordano". Isaac credeva che la serie sarebbe stata "esperienziale" per gli spettatori per connettersi con "l'orrore psicologico di non sapere cosa sta succedendo e le lente rivelazioni della verità" che derivavano dall'interpretazione del disturbo del personaggio. Slater ha aggiunto che i creativi hanno preso sul serio la rappresentazione della salute mentale della serie, così da dare un ritratto e un messaggio positivi riguardo alla salute mentale.
Slater ha detto che la serie non avrebbe rappresentato alcuni aspetti del Moon Knight dei fumetti (come il suo essere un filantropo playboy), in quanto troppo simile a Batman della DC Comics, confronto che Slater voleva evitare. Slater ha aggiunto che l'esplorazione della salute mentale del personaggio ha permesso loro di renderlo più di "un clone di Batman con un cambio di tavolozza". Ha deciso di ispirarsi al passato da "cacciatore di mostri" che Moon Knight ha nei fumetti e Isaac e Curtis lo hanno paragonato a Iron Man in quanto poteva essere "costruito da zero".
Nei primi episodi il fulcro è rappresentato da Steven Grant, in contrasto con Marc Spector, che nei fumetti è l'alter principale. Tale decisione è derivata dal fatto che, quando Slater ha fatto ricerche sui fumetti per realizzare la serie, si è accorto che gli piaceva Moon Knight ma non Spector, definendolo "non necessariamente il personaggio più facile da amare". Pertanto ha ritenuto che il pubblico si sarebbe avvicinato più facilmente a un archetipo di personaggio come Grant, in quanto più facile immedesimarsi in lui, mentre Marc avrebbe fatto da "protettore" a Steven, facendo avere un finale lieto a entrambi. Inizialmente era previsto che Grant assumesse i panni di Moon Knight e Spector quelli di Mr. Knight, ma in seguito gli alter ego supereroistici sono stati invertiti. L'esistenza del terzo alter, Jake Lockley, viene accennata per tutta la serie, ma il personaggio appare ufficialmente solo nei titoli di coda dell'episodio finale. Slater ha osservato che gli sceneggiatori hanno lavorato duramente per trovare il giusto equilibrio sugli indizi e riferimenti relativi a Jake da lasciare negli episodi, decidendo di rivolgersi principalmente agli spettatori che non avessero familiarità con il personaggio dei fumetti, creando un mistero soddisfacente per loro. Ciascuno dei registi ha lavorato con i direttori della fotografia per individuare delle apposite scene in cui si sarebbe potuto alludere alla presenza di Jake; un esempio è nel primo episodio quando, dopo che Grant si sveglia nel suo letto in seguito all'inseguimento sul camion dei cupcake, l'inquadratura di uno specchio fa intravedere un terzo riflesso.
Marlene Alraune, l'interesse amoroso di Spector nei i fumetti, non è stata inclusa perché era la "prototipica damigella in pericolo" presente in molti fumetti passati. Slater riteneva che il personaggio femminile principale della serie dovesse essere simile a Marion Ravenwood di Indiana Jones, che potesse "tenere teste e spalleggiare i ragazzi [Marc e Steven]". Ciò ha portato alla creazione del personaggio Layla El-Faouly (originariamente chiamata Zayna Faoul), che avesse a che fare sia con l'Egitto che con il mondo mercenario. Diab ha insistito affinché il personaggio fosse egiziano, e Slater ha affermato che, se fosse stata un personaggio bianco insieme a Spector, anche lui tradizionalmente caucasico nei fumetti, si avrebbe assistito "ai cliché dei salvatori bianchi e di strani problemi di imperialismo e colonialismo" che Paesi come l'Egitto hanno già affrontato. Durante lo sviluppo, si è deciso di conferire a Layla dei superpoteri e gli sceneggiatori le hanno assegnato il nome di "Scarlet Scarab" dal primo eroe egiziano dei fumetti, nonostante Diab non avesse collegato El-Faouly a lui.
Gli antagonisti della serie sono Arthur Harrow e la dea egizia Ammit, due avversari poco conosciuti della storia dei fumetti di Moon Knight. Slater ha detto che ci sono stati "[molti] tentativi ed errori" nella scelta dei cattivi; ha notato che il nemico più "logico" da usare sarebbe stato Bushman, generalmente ritratto come la nemesi di Moon Knight, in quanto ha un legame diretto con le origini del personaggio. Tuttavia, al tentativo di inserirlo, Slater ha affermato di averlo visto solo come "un tizio con una pistola, il che lo avrebbe reso troppo pericoloso per affrontare Steven Grant". Per risolvere la cosa avrebbero dovuto conferirgli dei superpoteri, ma anche questa decisione si è rivelata impegnativa in quanto Slater non è riuscito a far sì che Bushman "avesse una reale connessione emotiva con la storia", anche a causa dei cliché razzisti che presentava il personaggio e per la sua eccessiva similitudine con Killmonger, l'antagonista di Black Panther (2018). Gli sceneggiatori hanno deciso quindi di creare un antagonista originale per la serie, Harrow, legandolo al passato di Spector e Grant rendendolo l'ex avatar di Khonshu. Il nome Arthur Harrow è simile a quello di un personaggio già presente nei fumetti, ed è stato scelto in quanto "sembrava fantastico". Alcuni hanno ritenuto che Harrow incarnasse elementi di altri personaggi dei fumetti di Moon Knight, come Re Sole e Stella del Mattino.
Gli elementi soprannaturali ispirati ai fumetti includono la presenza di vari dèi egizi, il più importante dei quali, Khonshu, manipola Spector similmente alla loro relazione "tossica" nei fumetti. La serie è ambientata nell'MCU all'inizio del 2025, ma non ha collegamenti espliciti con altri prodotti dell'MCU. Slater ha spiegato che eventuali riferimenti non si sarebbero adattati naturalmente alla serie e, durante lo sviluppo, non era ben chiaro quando sarebbe stata rilasciata e in relazione a quali film, ragion per cui il suo posto nella cronologia dell'MCU è rimasta sul vago. Ciò nonostante, sono stati presi in considerazioni alcuni collegamenti: dei riferimenti alle azioni di Gorr il Macellatore di Dèi in Thor: Love and Thunder, l'inclusione di Dane Whitman da Eternals (2021) nel museo in cui lavora Steven e l'apparizione degli Eterni Kingo e Makkari durante un flashback che avrebbe mostrato la caduta di Ammit e la morte di Alessandro Magno. Diab ha aggiunto di aver trovato la storia "così psicologicamente complicata" e intrigante da non aver bisogno di "sorreggersi" citando altri prodotti dell'MCU. Isaac ha detto che "la cosa più importante di Moon Knight è una verità emotiva del viaggio in corso" piuttosto che i suoi legami con la trama principale del MCU". È parzialmente ambientato a Londra, piuttosto che a New York City come i fumetti, per differenziare la serie dagli altri progetti del MCU ambientati in quella città.

### Casting
A ottobre 2020 Oscar Isaac è entrato in trattative con la Marvel per interpretare il ruolo del protagonista e nel gennaio 2021 il direttore della fotografia, Gregory Middleton, ha confermato il suo ingaggio. Isaac inizialmente era titubante a unirsi alla serie, in quanto era diffidente all'idea di entrare a far parte di un altro franchise a causa del tempo e la fatica spesi per girare la trilogia sequel di Star Wars . Ha accettato il ruolo dopo aver svolto ulteriori ricerche sul disturbo dissociativo dell'identità ed essere rimasto affascinato dalla caratterizzazione di Grant per la serie, oltre ad aver ottenuto la libertà creativa da Feige. Richard Newby di The Hollywood Reporter riteneva che i recenti ruoli principali interpretati da Isaac avrebbero potuto attirare un pubblico che non aveva familiarità con il personaggio della serie e che la sua etnia latina avrebbe potuto consentire un esame dell'ebraismo da diverse prospettive, piuttosto che rendere il personaggio un ebreo caucasico come nei fumetti.  Successivamente Isaac ha confermato che il personaggio da lui interpretato sarebbe stato un ebreo americano.
Nel gennaio 2021, May Calamawy è stato scelto per un "ruolo chiave" non rivelato ed Ethan Hawke è stato scelto come antagonista principale. Hawke ha detto di essersi unito al cast basandosi a dove sentiva di essere nella sua carriera di attore e per il coinvolgimento di Isaac e Diab. Gli piaceva la libertà creativa che derivava dalla serie che raccontava una storia meno conosciuta. Nel febbraio 2022, è stato confermato che F. Murray Abraham darà voce a Khonshu. Fa parte del cast anche Loic Mabanza, nel ruolo di Bek, il capo della sicurezza di Anton Mogart.

### Riprese
L'inizio delle riprese era previsto per agosto 2020 ma è stato inizialmente rimandato a novembre dello stesso anno ai Pinewood Studios di Atlanta per poi cominciare il 10 aprile 2021 a Budapest.
All'inizio di giugno, sono state girate scene notturne all'aperto in piazza Madách a Budapest. Le riprese si sono svolte per una settimana a Uadi Rum, in Giordania, e si sono concluse a Budapest e in Giordania all'inizio di ottobre, a quel punto la troupe si è spostata ad Atlanta, in Georgia, per concludere la produzione il 14 ottobre.

## Promozione
Il 12 novembre 2021, durante il Disney+ Day, è stato pubblicato il teaser ufficiale della serie.

## Distribuzione
Moon Knight è stata distribuita su Disney+ dal 30 marzo al 4 maggio 2022 con gli episodi rilasciati singolarmente a cadenza settimanale.

### Edizione italiana

#### Doppiaggio
Il doppiaggio italiano e la sonorizzazione della serie TV sono stati eseguiti dalla società Iyuno - SDI Group. La direzione e i dialoghi furono affidati a Daniele Giuliani e Carlotta Cosolo; con la consulenza di Massimiliano Di Meglio e la supervisione artistica di Lavinia Fenu.

## Accoglienza
Il sito web di recensioni Rotten Tomatoes ha riportato un punteggio di approvazione dell'86% con una valutazione media di 7,65 su 10, sulla base di 237 recensioni. Il consenso dei critici del sito web recita: "Il suo valore di intrattenimento può aumentare e diminuire un po', ma Moon Knight alla fine si stabilisce in un posto per lo più divertente - e piacevolmente strano - nel firmamento del MCU". Metacritic, che utilizza una media ponderata, assegnata un punteggio di 69 su 100 basato su 27 critici, indicando "recensioni generalmente favorevoli".

## Riconoscimenti
- 2022 - Premio Emmy [86]
  - Miglior montaggio audio per una miniserie, film o speciale a Bonnie Wild, Mac Smith, Kimberly Patrick, Vanessa Lapato, Matt Hartman, Teresa Eckton, Tim Farrell, Leo Marcil, Joel Raabe, Ian Chase, Anele Onyekwere, Stephanie Lowry, Carl Sealove, Dan O'Connell e John Cucci per Dèi e Mostri
  - Candidatura alla miglior fotografia per una miniserie o film a Gregory Middleton per Il manicomio
  - Candidatura al miglior missaggio per una miniserie o film a Bonnie Wild, Scott R. Lewis, Tamás Csabae e Scott Michael Smith
  - Candidatura al miglior doppiatore a F. Murray Abraham per Khonshu per Un tipo amichevole
  - Candidatura al miglior composizione musicale per una miniserie, film o speciale a Hesham Nazih per Il manicomio
  - Candidatura ai migliori costumi per una miniserie, film o speciale